# (16491) 1990 SA3
A (16491) 1990 SA3 a Naprendszer kisbolygóövében található aszteroida. Henry E. Holt fedezte fel 1990. szeptember 18-án.